# Josselin Ciais
Josselin Ciais, né le 17 mai 1995 est un acteur français.

## Biographie
Josselin Ciais est le jumeau de Laurenzo Ciais. Il a tourné dans quelques téléfilms et dans un film, Demandez la permission aux enfants, avec son frère.

## Filmographie

### Cinéma
- 2006 : Demandez la permission aux enfants d'Éric Civanyan
- 2004 :  Automne de Ra'up Mcgee

### Télévision
- 2004 : Jeff et Léo, flics et jumeaux - Entre deux étages
- 2004 : Vous êtes libre ?
- 2004 : La Petite Fadette
- 2007 : PJ
- 2008 : Équipe médicale d'urgence[réf. nécessaire]

## Publicité
- Cyrillus (photo)
- Puma (photo)
- Thomson (photo)
- Neuf Télécom (TV)